# San Benedetto Po
San Benedetto Po es una localidad y comune italiana de la provincia de Mantua, región de Lombardía, con 7.676 habitantes.

## Evolución demográfica
| Gráfica de evolución demográfica de San Benedetto Po entre 1861 y 2001 |
|                                                                        |
| Fuente ISTAT - elaboración gráfica de Wikipedia                        |